# 1810 год в театре
1810 год в театре

## События

### Постановки
- 22 февраля — в Париже, на сцене Театра Фейдо состоялась премьера оперы Николя Изуара «Золушка[англ.]».
- 17 марта — в Вене, на сцене театра «Ан дер Вин» состоялась премьера рыцарской драмы Генриха фон Клейста «Кетхен из Гейльбронна, или Испытание огнём».
- 16 сентября — во Франкфуртском театре состоялась премьера оперы Карла Марии фон Вебера «Сильвана[англ.]».
- 3 ноября — в Венеции, на сцене театра «Сан-Моизе» состоялась премьера оперы Джоаккино Россини на либретто Гаэтано Росси «Брачный вексель[англ.]». Спектакль, ставший театральным дебютом композитора, был показан 13 раз.

## Деятели театра
- Генрих фон Клейст закончил драму «Принц Фридрих Гомбургский» (сценическая премьера состоялась лишь 1821 году).
- По заказу директора венских придворных театров Йозефа фон Луксенштейна Людвиг ван Бетховен написал музыку к постановке трагедии фон Гёте «Эгмонт».

### Родились
- 18 мая, Мурано, Венеция — итальянский либреттист и оперный режиссёр Франческо Мария Пьяве.
- 23 июня, Вена — австрийская балерина Фанни Эльслер.

### Скончались
- 19 октября, Сен-Жермен-ан-Ле — французский танцовщик и балетмейстер, автор «Записок о танце и балетах» Жан-Жорж Новерр.